# Ангуло, Хулио
Хулио Эдуардо Ангуло Медина (исп. Julio Eduardo Angulo Medina ; родился 28 мая 1990 года в Гуаякиль, Эквадор) — эквадорский футболист, полузащитник.

## Биография
Ангуло — воспитанник клуба «Барселона» из своего родного города. 2 августа 2009 года в матче против «Макары» он дебютировал в эквадорской Примере. За три сезона в команде Хулио почти не выходил на поле. В 2011 году он в поисках игровой практики перешёл в «Депортиво Куэнка». 19 июня в матче против «Индепендьенте дель Валье» Ангуло дебютировал за новую команду. 24 июля в поединке против «Индепендьенте дель Валье» он забил свой первый гол за «Депортиво Куэнка». Во втором сезоне Хулио выиграл конкуренцию за место в основе и провёл почти весь чемпионат выходя в стартовом составе.
Летом 2013 года Ангуло перешёл в «Индепендьенте дель Валье». 13 августа в матче против своего бывшего клуба «Депортиво Куэнка» он дебютировал за новую команду. 24 ноября в поединке против «Эмелека» Хулио сделал «дубль» забив свои первые голы за «Индепендьенте дель Валье». 15 июля 2016 года в ответном полуфинальном матче Кубка Либертадорес против аргентинского «Бока Хуниорс» Ангуло забил победный гол и помог клубу выйти в финал.
Летом 2016 года Хулио перешёл в аргентинский «Уракан». 27 августа в матче против «Годой-Крус» он дебютировал в аргентинской Примере.

## Достижения
- Чемпион Эквадора (1): 2018
- Финалист Кубка Либертадорес (1): 2016